# Carne de perro

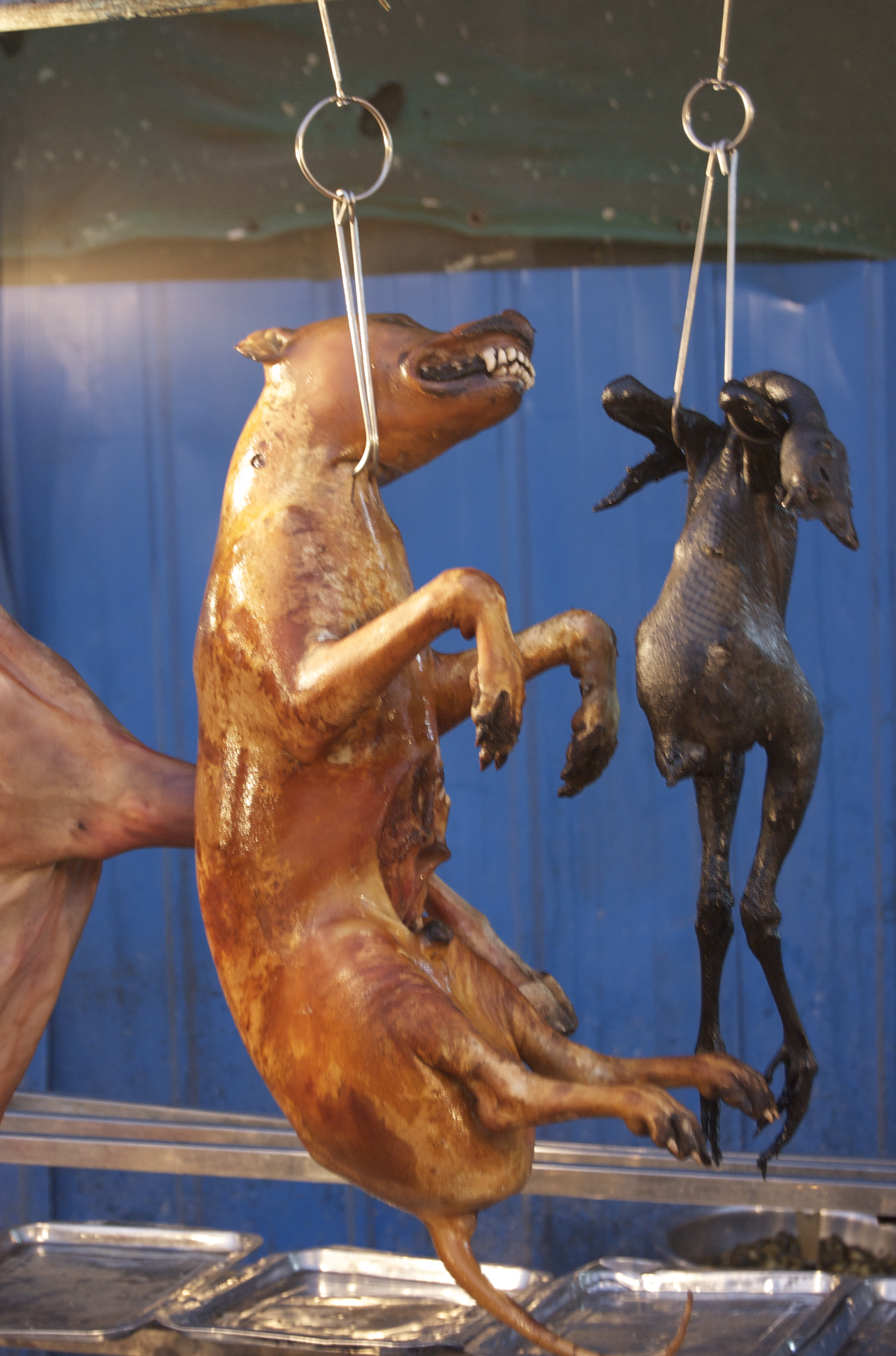
Perro cocinado y a la venta.

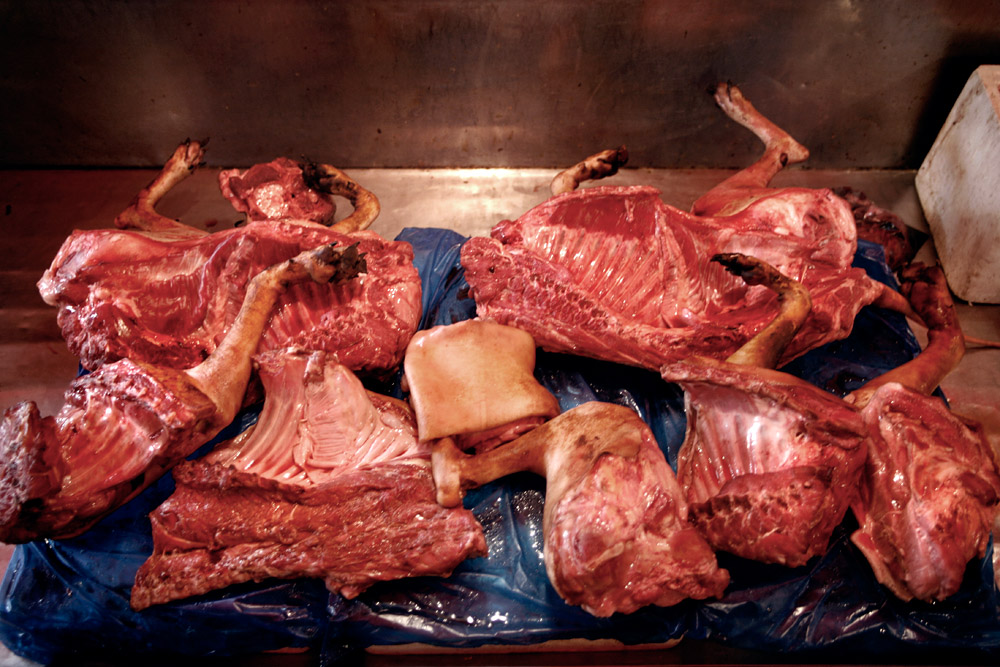
Varios cortes de carne de perro en Seúl, Corea del Sur.

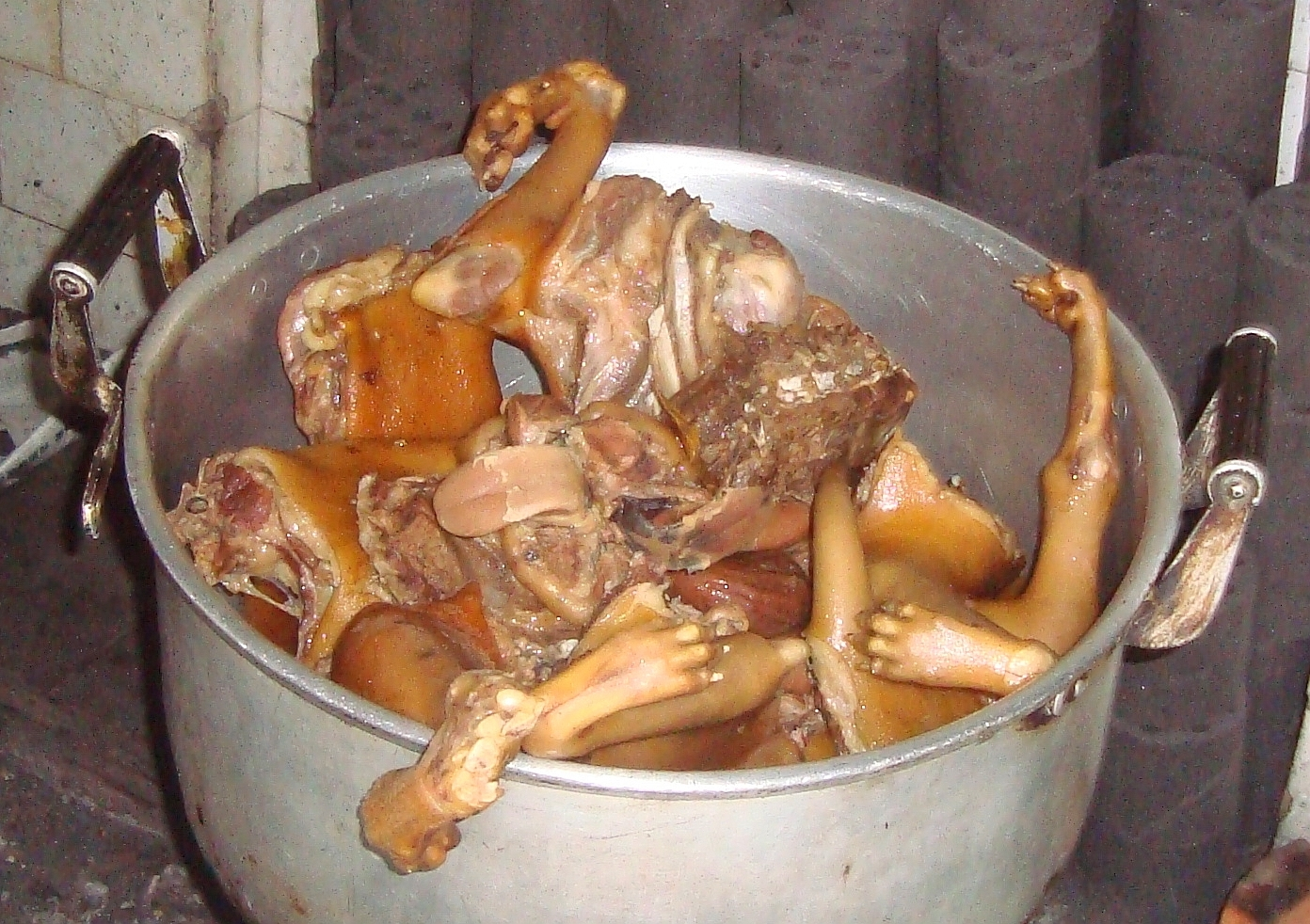
Carne de perro parcialmente cocinada en una cazuela, mostrando zarpas, patas y una lengua, entre otras partes. Fotografía tomada en el Sureste de Asia.

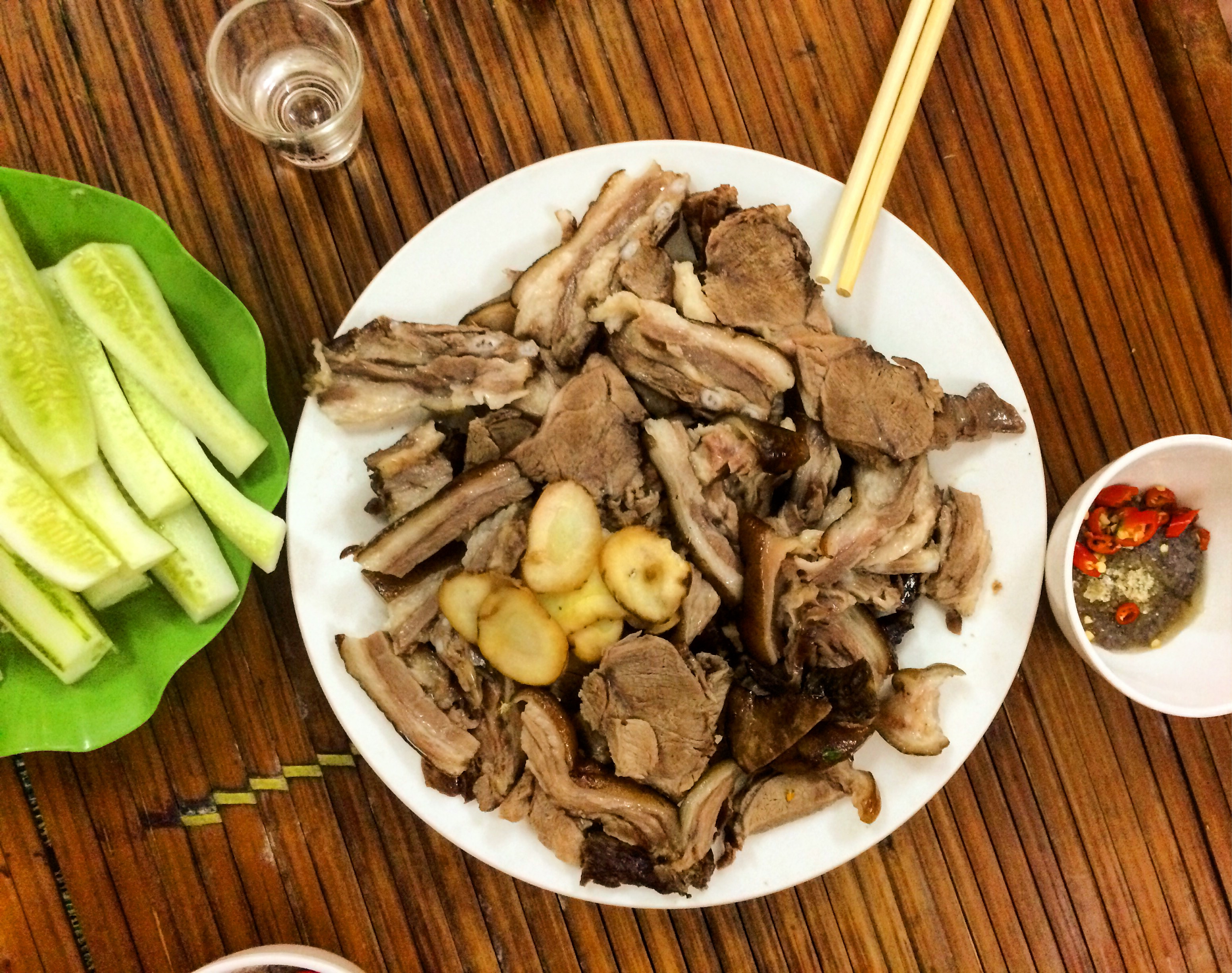
Perro en Hanói, Vietnam.

La carne de perro es la carne y otras partes comestibles procedentes del perro. Históricamente el consumo humano de carne de perro ha sido registrado en muchas partes del mundo, incluyendo Europa, Asia Oriental, el Sudeste Asiático, África Oriental y Oceanía. En el siglo XXI la carne de perro es consumida en Corea del Sur y Vietnam, en este último país se consumen alrededor de 5 millones de perros anuales, aunque el consumo disminuye rápidamente debido a los nuevos hábitos alimenticios.
 Algunas culturas ven el consumo de carne de perro como parte de su gastronomía tradicional y cotidiana, mientras que otras culturas consideran el consumo de carne de perro como un tabú alimentario, aunque la misma ha sido consumida en tiempos de guerra u otros períodos difíciles. En 2014 se estimó que a nivel mundial, 2,5 millones de perros son consumidos anualmente por humanos. Desde 2020 la República Popular China prohibió el consumo de carne de perro en todo el territorio nacional.

## Razas de perro usadas para carne

### Nureongi
El Nureongi (del coreano: 누렁이) es una variedad autóctona de Corea. Similar a otras especies nativas de perros coreanos, como el Chindo, el nureongi es un perro tipo spitz de tamaño medio, pero más grande, con una mayor musculatura y un patrón de pelaje distintivo. Son muy uniformes en apariencia, tienen pelaje amarillo y una máscara melanística. Los Nureongi son mayoritariamente usados como ganado canino, son criados por su carne y no son comúnmente usados como mascotas.

### Perro polinésico

#### Perro Poi hawaiano
El Perro Poi hawaiano o ʻīlio (ʻīlio mākuʻe para perros Poi de piel café) es una raza de perro extinta de perro paria (en inglés: pariah dog) de Hawái que fue usado por los hawaianos nativos como un protector espiritual para sus niños y como una fuente de comida.

### Xoloitzcuintli
El Xoloitzcuintli, abreviado Xolo, y también conocido como perro pelón mexicano o perro azteca, es una raza canina de perro sin pelo, existente en tamaño regular, miniatura y toy. El Xolo tiene una variedad de colores y los sus tres tamaños pueden provenir de una misma camada. En países de habla inglesa también es conocido como el perro sin pelo mexicano (en inglés: Mexican hairless dog), es una de muchas razas de perros sin pelo y ha sido históricamente usado como una fuente de alimento para el Imperio Azteca.

### Razas de mascotas
En el año 2015, The Korea Observer reportó que varias razas de perros para mascotas son comidas en Corea del Sur, incluyendo labradores, retrievers y cocker spaniels, y que los perros sacrificados por carne pueden incluir antiguas mascotas.

## Legislación

Mapa donde se representa qué países permiten o no permiten la matanza y consumo de carne de perro:
Consumo legal
Consumo parcialmente legal
Consumo ilegal

En el año 2017, Taiwán se convirtió en el primer país asiático en prohibir el consumo de carne de perro y gato, previamente, la legislación solo cubría el sacrificio de los animales y la venta de su carne. Quienes sean condenados por haber comido carne de perro o gato, pueden recibir una multa de hasta 250 000 NT$.

## Por región

### África

#### Tribus africanas
Existen algunas culturas marginales cuya espiritualidad ritual se proyecta sobre este animal, su carácter e incluso sobre su carne. En ciertas tribus se adoptan cachorros como mascota del poblado, y son criados, protegidos y honrados casi como semidioses hasta su edad adulta; se los convierte, por tanto, en un animal totémico de veneración y respeto generales.
Al cumplir (en general) siete años, el perro es sacrificado de un golpe seco en la nuca. Tras ser objeto de un solemne y emotivo funeral, el cadáver es asado y devorado por toda la tribu, en medio de una gran fiesta. Los integrantes de la tribu aseguran sentirse felices y despejados tras la ingesta de la carne del cánido que, aparte de ser dulce y sabrosa, contiene el espíritu noble y bondadoso del semidios y es fuente definitiva de alimentación para los miembros del culto.
Tras la ceremonia, la tribu adopta otro perro y emprende un nuevo ciclo espiritual de siete años, en el que basan su calendario, su noción del tiempo y su sentido de la existencia terrena.

### América

#### Canadá
Es legal vender y servir carne de perro, siempre y cuando el perro sea sacrificado y destripado en frente de un inspector federal de la Agencia de Inspección de Alimentos de Canadá. Si un perro es sacrificado sin la supervisión de un inspector federal, la matanza podría ser cruel, lo que viola el código criminal de Canadá, y quienes sean condenados pueden ser sentenciados hasta a cinco años en prisión.

#### Estados Unidos
Reportajes de familias comiendo carne de perro de forma voluntaria, más que por necesidad, eran inusuales y motivo de noticia. Historias de familias que lo hacían en Ohio, Newark y Nueva Jersey aparecieron en ediciones del The New York Times en 1876 y 1885.
A comienzos del siglo XX, la carne de perro fue consumida durante periodos de escasez de carne.

#### México antiguo
En el antiguo Imperio Azteca, en lo que es hoy México central, se criaban los perros sin pelo mexicanos o Xoloitzcuintle, entre otros fines por su carne. Hernán Cortés reportó cuando llegó a la ciudad de Tenochtitlan en 1519 que "unos pequeños perros que crian para comerse" se vendían junto con otros alimentos en los mercados callejeros de la ciudad.

#### Perú antiguo
La cultura Huanca, quienes fueron conquistados por el Imperio Inca, en lo que hoy es Perú central, criaban perros por su carne —posiblemente el perro sin pelo del Perú—. Es Inca Garcilaso de la Vega, en su libro Comentarios reales de los incas quien indica lo siguiente:

En su antigua gentilidad, antes de ser conquistados por los Incas, adoraban por dios la figura de un perro, y así lo tenían en sus templos por ídolo, y comían la carne de los perros. Sospechase que adoraban la perro por lo mucho que les sabía la carne. En suma era la mayor fiesta que celebraban el convite de un perro; y para mayor ostentación de la devoción que tenían a los perros, hacían de sus cabezas una manera de vocinas que tocaban en sus fiestas y bailes por música muy suave a sus oídos [...] y por la afición, o pasión con que esta nación comía los perros, les dijeron un sobrenombre, que vive hasta hoy, que nombrando el nombre Huanca, añaden: come perros.
Inca Garcilaso de la Vega en Comentarios reales, I, 6, IX.

Según el mismo Inca Garcilaso, abandonaron estas prácticas luego de ser conquistados, en sus palabras, «todas estas abusiones y crueldades les quitaron los Incas».

### Asia Pacífico

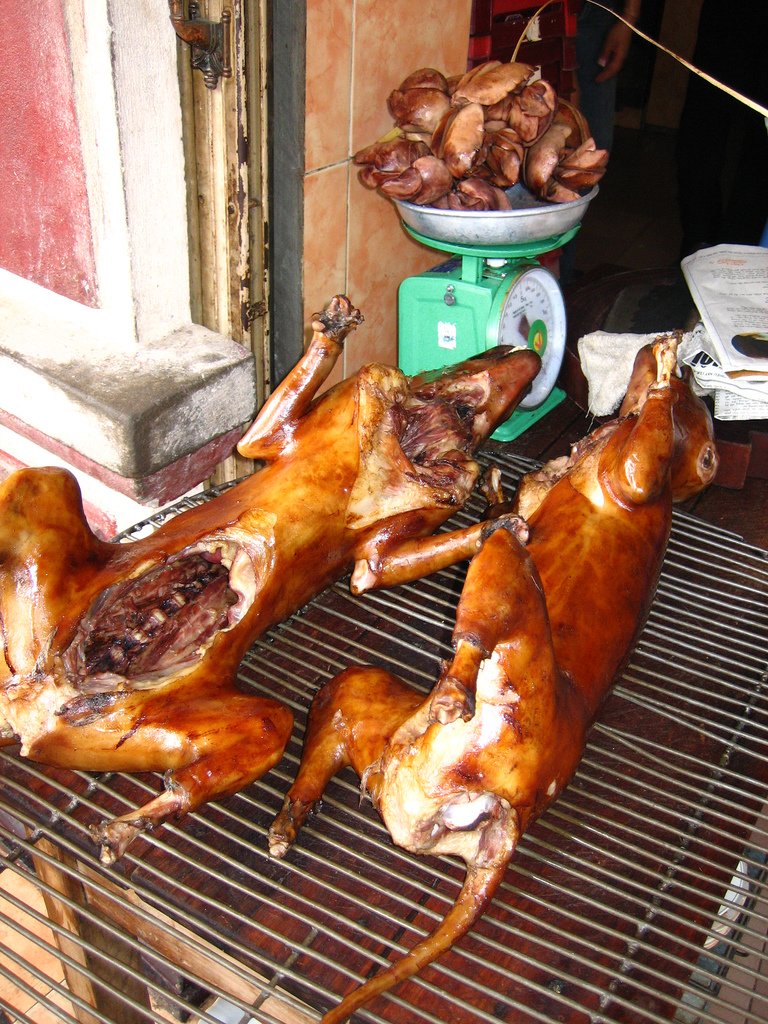
Perro a la parrilla tal como se comercializa en Vietnam.

#### China

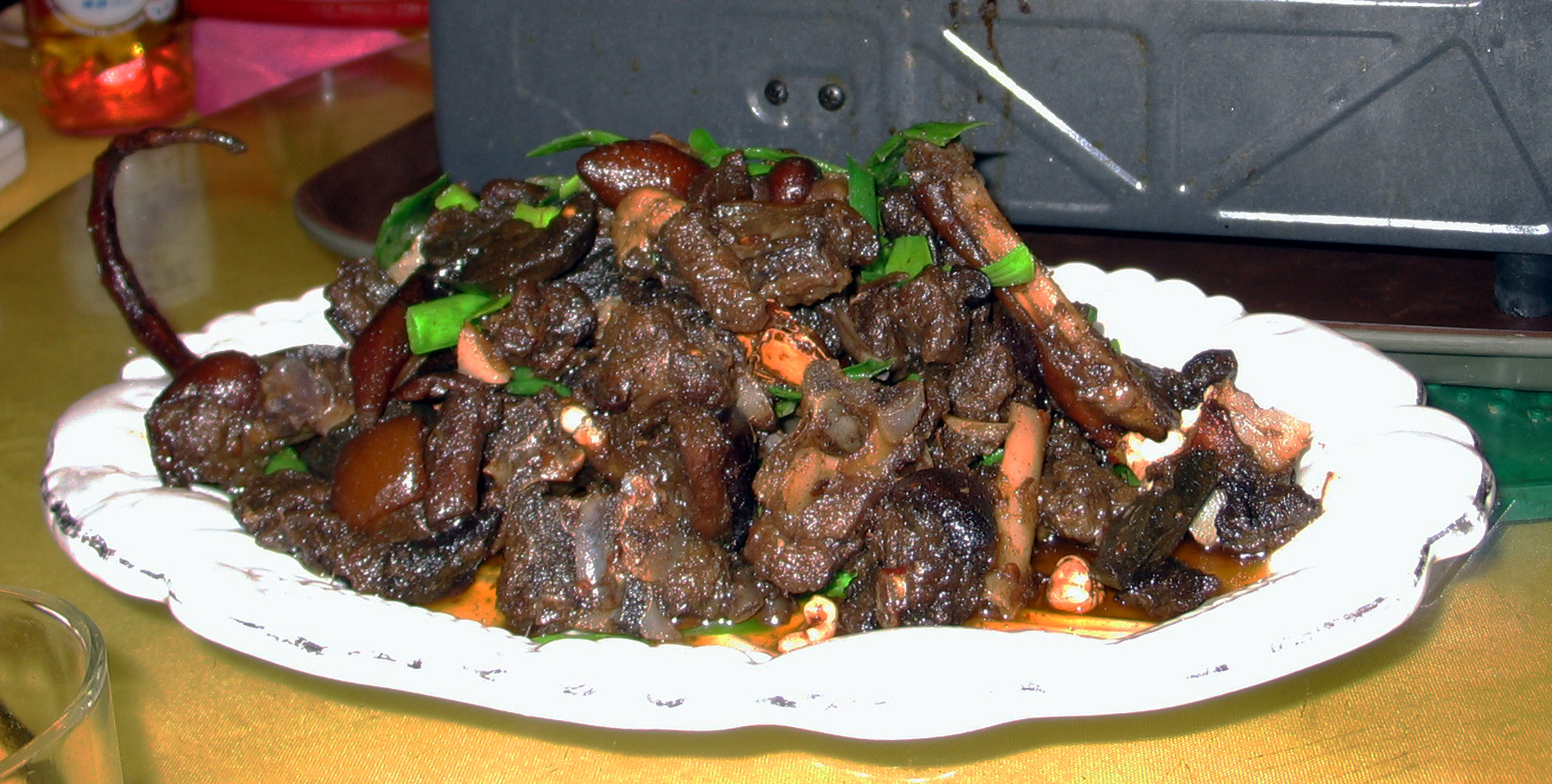
Plato chino elaborado con carne de perro (狗肉) en Guilin (China).

China fue uno de los primeros pueblos en domesticar a los perros con el objeto de tenerlos como animales de compañía, la carne de perro fue una fuente de alimento humano en China al menos durante la época de Confucio, y posiblemente después. Los antiguos escritos realizados durante la Dinastía Zhou se refieren habitualmente a las 'tres bestias' (que eran criados para servir como alimentos), incluyendo el cerdo, la cabra y el perro. El filósofo chino Mencio recomendaba la carne de perro como una de las más deliciosas de todas las carnes. En la historia pasada de China, durante las épocas de hambruna se sacrificaron los perros debido a que eran una fuente fácil de proteínas en caso de peligro. En la actualidad se percibe como una medicina debido a la creencia de que incrementa la energía positiva en el cuerpo (el 'yang'), y beneficia la regulación de la circulación sanguínea. A causa de esta creencia, la gente se alimenta de carne de perro en invierno para mantenerse caliente.
Una costumbre muy arraigada hoy en día es el cruce entre razas locales de perro chino y el St. Bernardo, debido a que produce una camada abundante y crece muy rápido. Los animales son sacrificados a los 6 y 12 meses de edad cuando llegan a un tamaño y ternura óptimos.

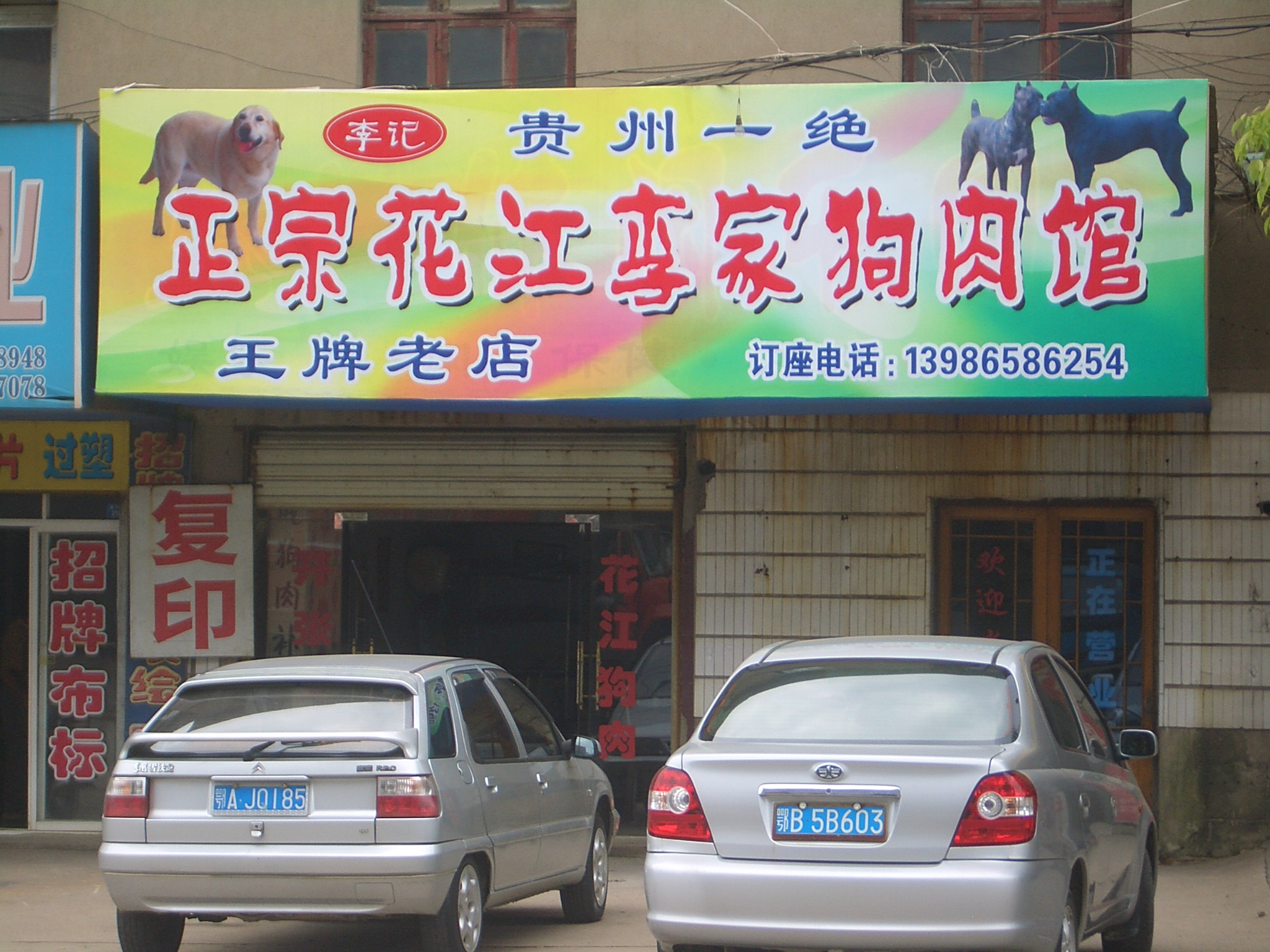
Una tienda de carne de perro ('especialidad de Guizhou') en la provincia de Hubei.

El chino medio no consume generalmente la carne del perro pues es relativamente costosa comparada a otras opciones de carne y por lo tanto es generalmente más accesible al chino adinerado. Hay también cada vez más una opinión occidentalizada acerca de los perros como animales "de compañía". No obstante las áreas de consumo más importantes de carne del perro en China están en noreste, el sur y al sudoeste Peixian en el norte de Jiangsu es un lugar bien sabido en China para la producción de un guisado de perro condimentado con tortuga. El plato se dice haberse inventado por Fan Ceng siendo el alimento favorito de Liu Bang, fundador de la dinastía de Han. 300.000 perros se faenan en el condado cada año, la mayoría de la carne procesada se dedica a la exportación a través de China y Corea.
Sin embargo, este consumo también ha sido criticado severamente por muchas personas en el mundo, entre ellas grupos de protección animal, debido a que, a veces, se le inflige una muerte con mucho dolor a propósito a los animales para según, las ideas asiáticas, darles más sabor, e incluso existen videos que lo prueban.
En Hong Kong, una ordenanza local emitida durante la década de 1950 prohíbe el sacrificio de cualquier perro o gato con el objeto de ser empleado como alimento, bajo pena de arresto o multa.
Durante los Juegos Olímpicos de Pekín 2008, el Departamento de Turismo de esa ciudad, prohibió la inclusión de la carne de perro en los menús de los restaurantes que servirían a los visitantes extranjeros.

#### Corea
Gaegogi (también, Kaegogi) significa carne de perro en coreano. Gaegogi, sin embargo se toma como un error en la cocina coreana cuando se menciona como una sopa elaborada de carne de perro, bosintang (보신탕). Los perros empleados son de una raza específica muy diferente de la que emplean como animales de compañía. La controversia existente entre la cultura occidental y los amantes de la tradición coreana es relativamente reciente.
El consumo de carne de perro tiene una larga tradición en la cocina coreana. Existen excavaciones arqueológicas que muestran como el consumo de esta carne era ya frecuente en el Neolítico en la comarca de Changnyeong, al sur de la provincia de Gyeongsang. Aparece el consumo de esta carne en una de las pinturas murales de las Tumbas de Goguryeo en el sur de la provincia de Hwangghae, un lugar protegido por la UNESCO como patrimonio de la humanidad y que data del siglo IV a. C., en el que se representa el sacrificio del perro.
Hoy en día en Corea solo una pequeña parte de la población consume carne de perro y principalmente lo hace por creencias ancestrales en forma de sopas o guisados, así como remedio para combatir el calor. El empleo de perros como alimento ha causado una seria fricción en Corea entre los amantes de los perros y los seguidores de las tradiciones más fuertemente arraigadas. Durante los Juegos Olímpicos de 1988 en Seúl, los gobernantes de Corea del Sur indicaron a la población que no consumiera carne de perro para evitar la mala publicidad durante los juegos. Técnicamente las leyes coreanas prohíben el consumo, pero no existen aplicaciones directas de la medida. La controversia volvió a resurgir de nuevo en 2001 cuando en 2002 la FIFA World Cup eligió a Corea y a Japón como anfitriones de la competición.El gobierno de sur Corea calcula que en el país hay 1150 granjas y 1600 restaurantes dedicados a este producto. El 9 de enero de 2024 la Asamblea Nacional de Corea del Sur decidió imponer la prohibición de la cría, matanza, distribución y venta de carne de perro para consumo humano.

#### Indonesia
En la cocina de Indonesia el consumo de carne de perro se ha asociado con la gente procedente de Minahasa, que consideran a dicha carne como un plato festivo reservado para las ocasiones especiales como las bodas y los platos navideños. La carne de perro no se come en las comunidades musulmanas estrictas debido a que este animal es omnívoro y es considerado haraam bajo las Leyes musulmanas sobre la dieta.

#### Filipinas
En la capital de Manila, existe una ordenanza: 'Metro Manila Commission Ordinance' 82-05
en la que específicamente prohíbe los sacrificios de perros para el alimento. Más genéricamente, las Filipinas poseen una ley sobre animales del año 1998 en la que se prohíbe el sacrificio de algunos animales en determinadas circunstancias.

### Europa

#### Francia

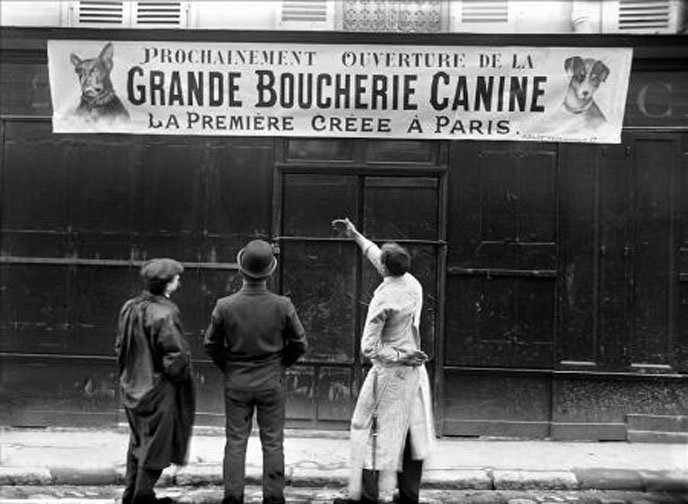
Carnicería de perro en Francia. 1910

Hasta al principio de siglo XX, en Francia no solo consumía carne de perro, incluso había carnicerías específicas para surtir este tipo de producto. También existieron recetas particulares para la carne de perro.
Hoy en día, la práctica de comer perros en Francia está casi desaparecida pero dicen que todavía en una pequeña parte de Francia y en Tahití consumen carne de perro (no está prohibido por la ley), pero no lo comercializan formalmente por ser ilegal.
X. Malher y B. Denis en su reportaje de 1989, habla de que en época de sequía y de guerra, los franceses consumían con frecuencia carne de perro y que en la entonces colonia francesa de Tahití desaparecían la mitad de los perros de las ciudades el día 14 de julio.
Ainsi Charles Laurent en un libro publicado en 1970 habla de que en 1870 había carnicerías donde vendían carne de perro, gato y rata gigante. Y que en el mercado Saint-Honore 1 kg de carne de perro costaba 2 francos con 50 centavos.

#### Suiza
Según la edición del 21 de noviembre de 1996 del Rheintaler Bote, un periódico suizo que cubre ciertas áreas del valle del Rin en los cantones rurales de Appenzell y St. Gallen son conocidas por el consumo tradicional de carne de perro, curada al aire en forma de carne seca y salchichas, así como el empleo de su tocino en recetas de propósito medicinal.
En Suiza, en su conjunto, no existe una prohibición directa acerca del consumo de carne de perro, a pesar de que su comercio es ilegal.

### Ártico y Antártica
Los perros han sido servidos como alimento para el ser humano en varias culturas de Siberia, Alaska, norte de Canadá, y Groenlandia. Los perros de trineo se emplean para el empuje de trineos, pero ocasionalmente cuando no había fuente de otros alimentos se comía su carne.